# Acanthagrion taxaensis
Acanthagrion taxaensis é uma libélula de porte pequeno, de asas hialinas e iguais. A espécie caracteriza-se por apresentar a parte posterior da cabeça amarela e dorso do labro escuro. Abdômen negro, com faixas azuis dorsais.
A espécie possui apêndices superiores curtos, não ultrapassando os inferiores, com uma faixa de cerdas em forma de pincel. Os espécimes foram coletados na vegetação subarbórea que circunda a Pedra de Itaúna, no canal das Taxas, lagoa das Taxas e lagoa de Marapendi, no Recreio dos Bandeirantes, município do Rio de Janeiro. A situação da espécie é agravada em razão da grande expansão imobiliária que vem se verificando na região de ocorrência da espécie.